# Brock (Ontario)
Brock (offiziell Township of Brock) ist eine Verwaltungsgemeinde im Südosten der kanadischen Provinz Ontario. Das Township liegt in der Regional Municipality of Durham und hat den Status einer Lower Tier (untergeordneten Gemeinde).
Das Township wurde nach Sir Isaac Brock benannt, einem britischen General, der für seine Schlüsselrolle bei der erfolgreichen Verteidigung Kanadas gegen amerikanische Truppen in der frühen Phase des Kriegs von 1812 hier Land erhielt. Im Jahr 1973 wurde dann die heutige Gemeinde, durch die Zusammenlegung von verschiedenen anderen Gemeinde, gegründet.
Im Ortsteil Beaverton liegt die Old Stone Church. Diese zwischen 1840 und 1853 erbaute ländliche Kirche aus Feldsteinen ist ein besonders gut erhaltenes Beispiel für Kirchengebäude in traditioneller Architektur. Sie gilt heute als von besonderem historischen Wert und wurde daher am 10. Juni 1991 zur National Historic Site of Canada erklärt.

## Lage
Die Gemeinde liegt am südöstlichen Ufer des Lake Simcoe. Während im Norden die Gemeindegrenze dem Talbot River folgt, markieren im Osten, Süden und Südwesten verschiedene lokale Straßen den Grenzverlauf. Das Gemeindegebiet bildet dabei ein langgezogenes Rechteck, welches am nördlichen Rand des Golden Horseshoe (Goldenen Hufeisens) bzw. in den südlichen Ausläufern des kanadischen Schildes und etwa 80 Kilometer Luftlinie nordnordöstlich von Toronto liegt. In der Gemeinde gibt es mehrere Siedlungsschwerpunkte. Die Gemeindeverwaltung hat ihren Sitz im Ortsteil Cannington, weitere wichtige bzw. große Ortsteile sind Beaverton und Sunderland.
Das im Lake Simcoe gelegenen Thorah Island gehört ebenfalls zur Gemeinde.

## Demografie
Der Zensus im Jahr 2016 ergab für die Siedlung eine Bevölkerungszahl von 11.642 Einwohnern, nachdem der Zensus im Jahr 2011 für die Siedlung eine Bevölkerungszahl von nur 11.341 Einwohnern ergeben hatte. Die Bevölkerung hat damit im Vergleich zum letzten Zensus im Jahr 2011 unterdurchschnittlich um nur 2,7 % zugenommen, während der Provinzdurchschnitt bei einer Bevölkerungszunahme von 4,6 % lag. Im Zensuszeitraum von 2006 bis 2011 hatte die Einwohnerzahl in der Gemeinde entgegen dem Provinzdurchschnitt leicht um 5,3 % abgenommen, während die Gesamtbevölkerung in der Provinz um 5,7 % zunahm.

## Verkehr
Brock wird sowohl von den Nord-Süd-Richtung verlaufenden Kings Highway 7 und Kings Highway 12 wie auch durch den in Ost-West-Richtung verlaufenden Kings Highway 48 durchquert. Weiterhin passiert eine Eisenbahnstrecke der Canadian National Railway die Gemeinde und es gibt in der Gemeinde mehrere kleine Flugplätze.
Der Talbot River ist Teil des Trent-Severn-Wasserweg. Dieser Kanal verläuft von hier zum einen über die Kawartha Lakes sowie den Otonabee River zum Rice Lake und über dann über den Trent River weiter zur Bay of Quinte des Ontariosees. In die andere Richtung passiert er den Lake Simcoe und folgt dann dem Severn River durch den Gloucester Pool weiter zur Georgian Bay des Huronsees.